# Objektprinzip
Das Objektprinzip ist ein Organisationsprinzip, welches sich am Aufgabenmerkmal Objekt (z. B. Material, Produkt, Kundengruppe, Region) orientiert. Der Gegensatz  zum Objektprinzip ist das Verrichtungsprinzip.

## Charakterisierung
Bei Anwendung des Objektprinzips werden im Rahmen der Aufgabenanalyse Aufgabenkomplexe eines Unternehmens in Teilaufgaben zerlegt. Für jeweils gleichartige Objekte werden anschließend im Zuge der Aufgabensynthese die Teilaufgaben auf organisatorische Einheiten (Stellen oder Abteilungen) übertragen (Objektgliederung).

## Formen

### Betriebsorganisation
Wird bei der Gestaltung der Aufbauorganisation eines Unternehmens das Objektprinzip angewendet, entsteht eine divisionale Organisation. Die divisionale Organisation (auch Sparten- oder Geschäftsbereichsorganisation) gliedert Geschäftsbereiche, Sparten, Divisionen oder Strategische Geschäftsfelder nach Objektgesichtspunkten (Produkte, Kundengruppen, Regionen).

### Einkaufsorganisation
Die interne Organisation des Einkaufs kann ebenfalls nach dem Objektprinzip aufgebaut sein. In Unternehmen, die sehr viele Materialien benötigen, ordnet man alle Einkaufstätigkeiten (z. B. Materialdisposition, Bestellwesen, Wareneingang, Rechnungsprüfung) für eine Materialgruppe einer organisatorischen Stelle zu, die die nötigen Fachkenntnisse besitzt. Das Gleiche gilt, wenn das Unternehmen hochwertige und komplizierte technische Produkte fertigt, für die beim Einkauf Spezialkenntnisse erforderlich sind.

### Fertigungsorganisation
Bei der organisatorischen Gestaltung des Produktionsbereiches nach dem Objektprinzip orientiert sich der Fertigungsablauf an den zu produzierenden Werkstücken. Beispiele für objektorientierte Fertigungstypen sind die Fließfertigung, die Reihenfertigung sowie die Fertigungsinseln. Bei diesen Fertigungstypen wird die Aufstellung der Betriebsmittel nach dem Produktionsablauf organisiert, der Produktionsprozess wird in einzelne Arbeitsschritte zerlegt und die Maschinen und Arbeitsplätze werden so angeordnet, wie es die technologische Abfolge der Arbeitsgänge für die Objekte erfordert.